# 中川杏奈
中川 杏奈（なかがわ あんな、1987年2月28日 - ）は、日本のタレント、グラビアアイドル、元お笑い芸人。東京都出身で、北海道札幌市育ちである。

## 人物
- チャームポイントは、肌が色白なこと。
- 趣味は靴下集めで現在は100足、ほかに創作料理を30種類ほど作る。
- 特技は一人遊び（1990年 - ）
- 『ルドイア☆星惑三第』（日本テレビ）の番組内オーディションに「天王星アイドル」として合格し、以降同番組の企画により素顔がわからないマスク娘の天王星らら（てんおうぼしらら）の名前で活動する。マスクは面接の時に着けていたのがきっかけ[2]。
- お笑いとしても活動しており、お笑いユニットW∞アンナのボケ担当で相方は川村あんなだったが[3]、2013年4月8日の自身のブログで、川村が芸能界を引退してコンビを2月28日に解散したと記した[4][5]。中川も2014年7月31日に所属事務所のリップを退社して芸能活動から離れた[6]が、のちにスカイコーポレーションに所属して芸能活動を再開[7]。現在は事務所退社し、フリーで活動している。

## 出演

### テレビ番組
- ルドイア☆星惑三第（日本テレビ）
- あらびき団 第24回（2008年4月16日、TBSテレビ）
- 最強メダル伝説（2008年6月11日・18日、サンテレビ）
- アイドルの巣 ジャンバリ荘（2008年6月3日 - 24日、テレビ愛知）
- 『ぷっ』すま（2010年2月9日、テレビ朝日）
- ランク王国（2011年12月11日、TBSテレビ）
- カイモノラボ（2011年4月 - 、TBS）W∞アンナ
- プレミアムカイモノラボ（2011年4月 - 、BS-TBS）W∞アンナ
- 女神降臨 #39（2012年3月16日、MONDO TV）

### WEB番組
- スピードワゴンのナマ出し（GyaO/MIDTOWN TV）
- 告っちゃ!（GyaOジョッキー）
- Love or Delete（2020年5月30日 - 6月27日、ABEMA）[8]

### ラジオ
- 富田麻帆のまほらばラジオ（2012年1月11日、文化放送収録/IBC岩手放送 他11局&radiko.jp〈放送当時全国〉）W∞アンナ
- おーたPの部屋（2019年4月 - 、渋谷クロスFM）

### CM
- 茨城空港（2010年3月、テレ玉のみ）
- 興和（コルゲンコーワIB透明カプセル、IB錠TX） - 緑

### DVD
1. an-na～麗しのお嬢様～（2007年9月22日、トリコ）
2. アンナコト（2008年3月28日、スパイスビジュアル）
3. My Darling（2008年6月20日、ラインコミュニケーションズ）
4. ヒミツの時間（2008年9月20日、ラインコミュニケーションズ）
5. SWINUTION（2009年1月23日、ティーエムシー）
6. Special DVD-BOX（2009年2月20日、ラインコミュニケーションズ）
7. 変化（2009年8月26日、竹書房）
8. ツンツンでれでれ（2009年12月18日、イーネット・フロンティア）
9. Sensitive〜敏感〜（2010年3月20日、トリコ）
10. あんな色 -colorful anna-（2010年8月27日、晋遊舎）
11. せつなの恋人（2010年12月17日、M.B.D メディアブランド）
12. アンナの日記（2011年5月25日、エアーコントロール）
13. Twelve Anser（2012年12月21日、M.B.D.メディアブランド）
14. OL物語（2013年11月25日、エアーコントロール）
15. 私が出来る最後のコト（2015年12月9日、イーネットフロンティア）